# 왕게임
왕게임(王-)은 왕이 된 사람이 나머지 번호를 뽑은 사람들중 2개의 번호를 골라 명령을 내리고 시행하지 못하면 벌칙을 받는 게임이다